# Gerald van Dijk
Gerald van Dijk (Amsterdam, 18 juni 1983) is een Surinaams-Nederlands korfballer. Hij is een van de meest scorende mannen in de geschiedenis van de Korfbal League en is tevens ook de initiatiefnemer van het nationale korfbalteam van Suriname. Van Dijk speelde in de Korfbal League bij Nic. en AKC Blauw-Wit. In 2015 deed Van Dijk een stap terug van het hoogste niveau. In 2019 keerde hij, op 37-jarige leeftijd, terug naar de Korfbal League. In 2022 nam hij officieel afscheid van topkorfbal.

## Spelerscarrière

### Begin van carrière
Vanwege studie in Groningen speelde Van Dijk bij Nic. Hij was 5e heer in de selectie in seizoen 2005-2006, het eerste jaar van de nieuwe opgerichte topcompetitie Korfbal League.
Onder coach Taco Poelstra werd Van Dijk in zijn eerste seizoen in 10 wedstrijden ingezet, waarin hij tot 18 goals kwam. In dit seizoen werd Nic. in de competitie 9e en moest zich handhaven in de play-downs. Nic. won de playdown van KVS en bleef zodoende in de Korfbal League.
In zijn tweede seizoen (2006-2007) werd Van Dijk basisspeler in de selectie. Meteen maakte hij 78 goals en was hiermee achter Michiel Gerritsen de 2e topscoorder van het team. De ploeg deed het goed en werd 3e in de competitie, waardoor het zich plaatste voor de play-offs. In de play-off serie kwam Nic. uit tegen PKC, maar verloor in 2 wedstrijden. Hierdoor mocht Van Dijk wel spelen in Ahoy, maar slechts in de kleine finale. In deze wedstrijd won Nic. van Dalto met 27-26, waardoor het 3e van Nederland werd.
In seizoen 2008-2009 had Nic. het lastig. Zo moest voormalig topscoorder Michiel Gerritsen na 9 duels stoppen vanwege blessureleed. Onder coach Kees Vlietstra werd Van Dijk de topscoorder in dit seizoen van Nic. met 137 goals. Uiteindelijk kwam Nic. net 3 punten tekort om zich te plaatsen voor de play-offs.

### Blauw-Wit, Amsterdam
Vanaf 2009 ging Van Dijk spelen bij het Amsterdamse AKC Blauw-Wit. Daar was Jan Niebeek de coach en in het eerste seizoen met Van Dijk (seizoen 2009-2010)  speelde de ploeg in de zaal geen rol van betekenis. Echter deed de ploeg het wel goed in de veldcompetitie. Na de competitie stond Blauw-Wit op op de 1e plek in poule B, waardoor het zich plaatste voor de play-offs. In de play-offs won Blauw-Wit van DOS'46, waardoor het zich plaatste voor de veldfinale. In deze wedstrijd won Blauw-Wit met 21-18 van PKC. Hierdoor was Van Dijk Nederlands kampioen veldkorfbal. 
In seizoen 2011-2012 werd Blauw-Wit 2e in de competitie. In de play-offs trof het PKC. Deze play-off serie werd door PKC gewonnen en Van Dijk mocht in Ahoy weer spelen om de 3e of 4e plek. In de kleine finale verloor Blauw-Wit van Fortuna met 29-27.
In het seizoen daarop, 2012-2013 werd Van Dijk de topscoorder van de Korfbal League. Hij scoorde dat seizoen 182 goals, een record dat tot op heden nog niet gebroken is. Van Dijk mocht met Blauw-Wit wederom play-offs spelen en weer tegen PKC. In een best-of-3 serie werd er verloren waardoor Blauw-Wit weer de kleine finale mocht spelen. Het won daarin van Koog Zaandijk met 29-20. In hetzelfde seizoen deed Blauw-Wit het ook goed in de veldcompetitie. De ploeg plaatste zich voor de veldfinale. Net als in 2010 was de veldfinale BlauwWit-PKC. Ook ditmaal won Blauw-Wit, waardoor Van Dijk voor de 2e keer Nederlands kampioen veldkorfbal was.
Aangezien Blauw-Wit de Nederlandse veldkampioen was, mocht het spelen in de Supercup 2010. Dit is een wedstrijd tussen de Nederlandse en Belgische veldkampioen. Zodoende speelde Blauw-Wit tegen Boeckenberg. Blauw-Wit won met 21-18.
In seizoen 2014-2015 bij Blauw-Wit werd van Dijk voor de tweede keer in zijn carrière topscoorder van de Korfbal League. Wederom haalde Blauw-Wit de play-offs maar moest het genoegen nemen met de kleine finale.
Op 14 maart 2015 scoorde Van Dijk zijn duizendste doelpunt in de Korfbal League, een grens die niet door veel spelers gehaald wordt. Hiermee schaarde Van Dijk zich tussen andere topscoorders aller tijden, zoals Jos Roseboom en Tim Bakker. Na seizoen 2014-2015 stopte Van Dijk bij Blauw-Wit.

### Stapje terug
Na 10 seizoenen in de Korfbal League deed Van Dijk een stapje terug. Hij ging in 2015 spelen bij HKV Achilles uit Den Haag dat toen Overgangsklasse speelde. Hij speelde hier 3 seizoenen totdat hij in 2018 Achilles verruilde voor Sporting Trigon uit Leiden.

### Terugkeer in Korfbal League
In 2019 maakte Van Dijk bekend terug te keren naar de Korfbal League, bij AKC Blauw-Wit. De ploeg was met het vertrek van Momo Stavenuiter en Marc Broere veel ervaring kwijt geraakt en Van Dijk wilde de uitdaging aan gaan om na een afwezigheid van 4 jaar terug te keren op het hoogste niveau. 
In dit seizoen, 2019-2020 had Blauw-Wit het lastig. De ploeg werd onder de voeten gelopen door de andere ploegen en Blauw-Wit's missie werd overleven. Met nog 1 speelronde te gaan werd de competitie stil gelegd vanwege COVID-19 en op dat moment stond Blauw-Wit 8e. Hierdoor was degradatie voorkomen. Ook het veldseizoen werd niet uitgespeeld.
In seizoen 2020-2021 werd de zaalcompetitie wel uitgespeeld, maar in een andere vorm. Blauw-Wit behaalde een play-off plaats maar verloor in de eerste ronde van TOP.
In seizoen 2021-2022 speelde Van Dijk voornamelijk in het 2e team. In het seizoen speelde hij slechts in 1 wedstrijd mee in het eerste team. Zo zag hij wel dat Blauw-Wit zich handhaafde in de Korfbal League. Na dit seizoen nam hij officieel afscheid van topkorfbal.

## Erelijst
- Nederlands kampioen veldkorfbal, 2x (2010, 2013)
- Supercup kampioen veldkorfbal, 1x (2013)

## Interlandcarrière

### Oranje
Van Dijk speelde 22 officiële interlands namens het Nederlands korfbalteam. In dienst van Nederland haalde hij goud op de World Games van 2009, het EK van 2010 en het WK van 2011.

### Suriname
In 2017 was Van Dijk de initiatiefnemer voor het Surinaamse korfbalteam. Op dat moment bestond er nog geen nationaal team van Suriname en daar wilde Van Dijk verandering in brengen.
Hij werd voorzitter van de Surinaamse Korfbal Federatie en ging zelf ook in de selectie spelen. Tezamen met andere Korfbal League-spelers van Surinaamse afkomst werd een team opgesteld. Vanaf toen ging het snel met het Surinaamse korfbalteam. In 2018 speelde het op het Pan-Amerikaanse kwalificatietoernooi dat in Colombia werd gespeeld.
Suriname won goud op dit toernooi en plaatste zich hiermee voor het WK in 2019. Op het WK 2019 pakte het Surinaams korfbalteam geen prijs.